# كيث غيمل
كيث غيمل (بالإنجليزية: Keith Gemmell)‏ هو عازف ساكسفون بريطاني، ولد في 15 فبراير 1948، وتوفي في 23 يوليو 2016.

## وصلات خارجية
- كيث غيمل على موقع IMDb (الإنجليزية)
- كيث غيمل على موقع ميوزك برينز (الإنجليزية)
- كيث غيمل على موقع ديسكوغز (الإنجليزية)
- كيث غيمل على موقع قاعدة بيانات الفيلم (الإنجليزية)